# John Cantrell
John Cantrell (född 2 juli 1986 i Pontiac, Michigan) är en amerikansk basketspelare (guard) som spelade en kort period för Södertälje BBK.
John Cantrell, som är 188 cm lång, har spelat på Chicago State University där han sista året snittade nästan 20 poäng, drygt 5 returer, 2 assist och 2 steals per match.
Under sin professionella karriär har han spelat kort i BC Odessa i Ukraina, Al Arabi Club Doha i Quatar och Byblos i Libanon. I Quatar snittade han 23,3 poäng, 7,1 returer, 4,5 assist och 2,7 steals per match. 
Cantrells hade ett kontrakt med Södertälje Kings som inleddes med en try-out period på cirka tre veckor från den 25 augusti 2011, men Kings beslutade att släppa honom redan efter ett par veckor, då klubben valde att behålla Johnell Smith då han inte fick något kontrakt i Ukraina.